# Futbol'nyj Klub Kudrivka 2023-2024
Questa voce raccoglie le informazioni riguardanti il Futbol'nyj Klub Kudrivka nelle competizioni ufficiali della stagione 2023-2024.

## Stagione
Nella stagione 2023-2024 il F.K.Kudrivka ha disputato la Druha Liha, del campionato ucraino di calcio. In novembre 2023, l'allenatore Serhij Datsenko, ha lasciato la carica di allenatore in comune accordo con la società. In february 2023 il difensore Oleksandr Rudenko è passato allo Skala 1911 Stryj.

## Rosa 2023-2024

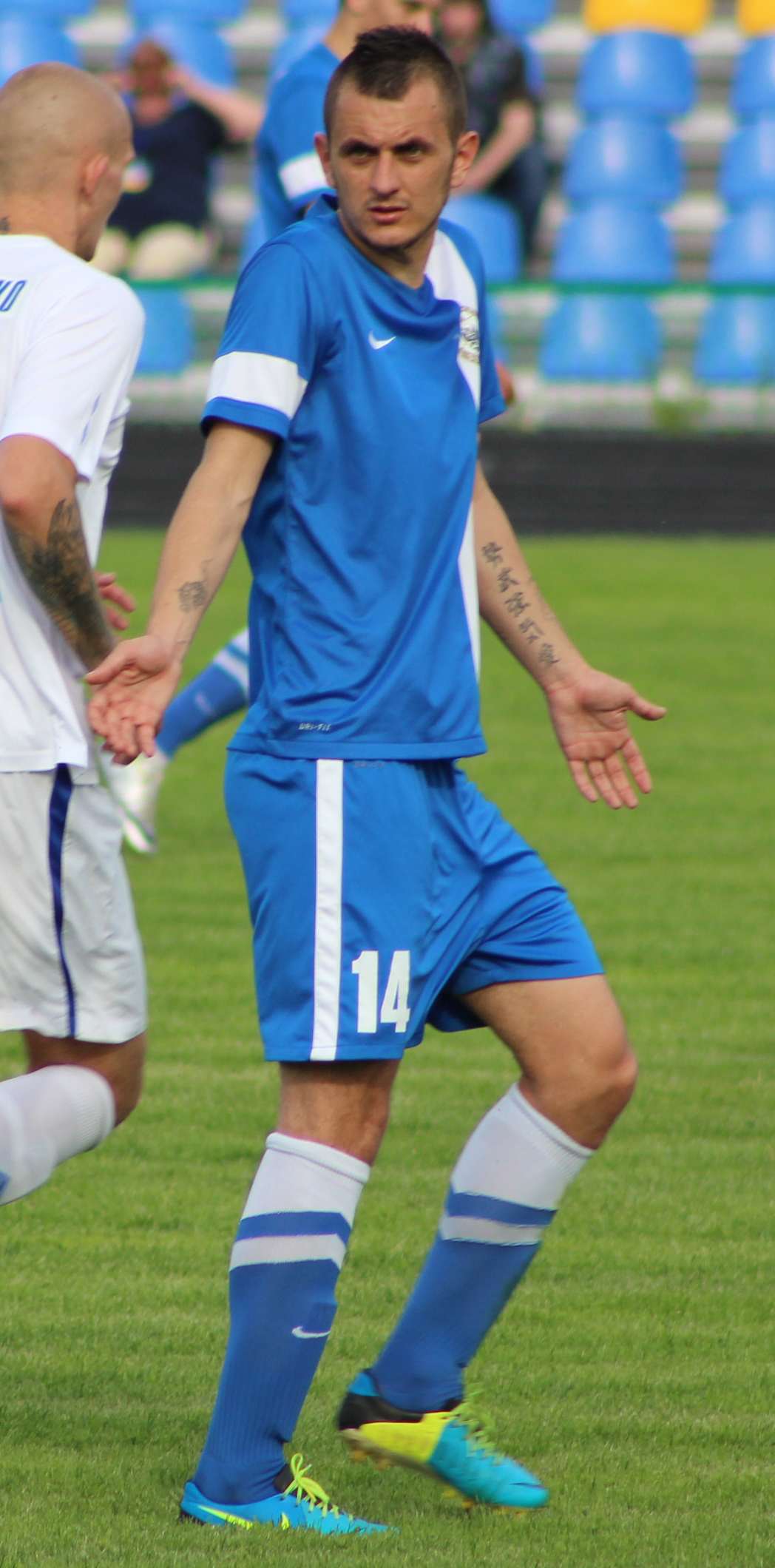
Il centrocampista Jevhenij Čepurnenko

Aggiornato al 23 Febbraio 2024
| N. |                    | Ruolo | Calciatore          |
| -- | ------------------ | ----- | ------------------- |
| 1  | Ucraina (bandiera) | P     | Andriy Sledzevskyi  |
| 2  | Ucraina (bandiera) | D     | Oleksandr Rudenko   |
| 3  | Ucraina (bandiera) | D     | Pavlo Shchedrakov   |
| 5  | Ucraina (bandiera) | D     | Maksym Leshchenko   |
| 6  | Ucraina (bandiera) | C     | Jevhenij Čepurnenko |
| 7  | Ucraina (bandiera) | C     | Dmytro Kulyk        |
| 8  | Ucraina (bandiera) | C     | Denys Skepskyi      |
| 9  | Ucraina (bandiera) | C     | Danyil Strochynskyi |
| 10 | Ucraina (bandiera) | A     | Volodymyr Koval'    |
| 11 | Ucraina (bandiera) | A     | Roman Solodarenko   |
| 12 | Ucraina (bandiera) | P     | Ivan Kryknin        |

| N. |                    | Ruolo | Calciatore             |
| -- | ------------------ | ----- | ---------------------- |
| 13 | Ucraina (bandiera) | C     | Kyrylo Kovalenko       |
| 14 | Ucraina (bandiera) | C     | Oleksandr Dolgopyatov  |
| 17 | Ucraina (bandiera) | D     | Myroslav Serdyuk       |
| 19 | Ucraina (bandiera) | D     | Dmytro Zhykol          |
| 20 | Ucraina (bandiera) | D     | Volodymyr Plastun      |
| 22 | Ucraina (bandiera) | A     | Glib Teteruk           |
| 24 | Ucraina (bandiera) | A     | Nazar Voloshyn         |
| 26 | Ucraina (bandiera) | C     | Bogdan Lyanskoronskyi  |
| 27 | Ucraina (bandiera) | C     | Viktor Berko           |
| 68 | Ucraina (bandiera) | C     | Mykola Syrash          |
| 99 | Ucraina (bandiera) | C     | Volodymyr Zubashivskyi |

## Calciomercato

### Sessione estiva (dall'1/9 al 5/10)
| Acquisti         | Acquisti               | Acquisti                   | Acquisti   |
| R.               | Nome                   | da                         | Modalità   |
| ---------------- | ---------------------- | -------------------------- | ---------- |
| D                | Oleksandr Rudenko      | Černihiv                   | svincolato |
| A                | Dmytro Kulyk           | Černihiv                   | svincolato |
| D                | Myroslav Serdyuk       | Černihiv                   | svincolato |
| C                | Volodymyr Zubashivskyi | Černihiv                   | svincolato |
| C                | Mykola Syrash          | Černihiv                   | svincolato |
| C                | Denys Skeps'kyj        | Nyva Buzova                | svincolato |
| C                | Bogdan Lyanskoronskyi  | Nyva Ternopil'             | svincolato |
| C                | Dmytro Zhykol          | Čajka Petropav. Borščahiv. | svincolato |
| D                | Maksym Leshchenko      | Čajka Petropav. Borščahiv. | svincolato |
| D                | Volodymyr Plastun      | Sokil Lviv                 | svincolato |
| C                | Danylo Garmash         | Vorskla                    | prestito   |
| C                | Vladyslav Kyryn        | -                          | svincolato |
| C                | Viktor Berko           | -                          | svincolato |
| P                | Denys Fert             | -                          | svincolato |
| C                | Jevhenij Čepurnenko    | -                          | svincolato |
| A                | Volodymyr Koval'       | -                          | svincolato |
| Altre operazioni |                        |                            |            |
| R.               | Nome                   | da                         | Modalità   |

| Cessioni         | Cessioni        | Cessioni | Cessioni   |
| R.               | Nome            | a        | Modalità   |
| ---------------- | --------------- | -------- | ---------- |
| C                | Oleksandr Iosha | -        | svincolato |
| Altre operazioni |                 |          |            |
| R.               | Nome            | a        | Modalità   |

### Sessione invernale (dal 4/1 all'1/2)
| Acquisti         | Acquisti         | Acquisti         | Acquisti         |
| R.               | Nome             | da               | Modalità         |
| Altre operazioni | Altre operazioni | Altre operazioni | Altre operazioni |
| ---------------- | ---------------- | ---------------- | ---------------- |
| C                | Ivan Skliarenko  | Družba Myrivka   | svincolato       |
| R.               | Nome             | da               | Modalità         |

| Cessioni         | Cessioni              | Cessioni         | Cessioni   |
| ---------------- | --------------------- | ---------------- | ---------- |
| D                | Oleksandr Rudenko     | Skala 1911 Stryj | svincolato |
| C                | Mykola Syrash         | Chust            | svincolato |
| C                | Dmytro Kulyk          | Nyva Buzova      | svincolato |
| C                | Myroslav Serdyuk      | Nyva Buzova      | svincolato |
| D                | Bogdan Lyanskoronskyi | Černihiv         | svincolato |
| C                | Jevhenij Čepurnenko   | Nyva Buzova      | svincolato |
| P                | Ivan Kryknin          | -                | svincolato |
| C                | Vladyslav Kyryn       | -                | svincolato |
| C                | Denys Skeps'kyj       | FK Lisne         | svincolato |
| C                | Danyil Strochynskyi   | -                | svincolato |
| C                | Glib Teteruk          | -                | svincolato |
| C                | Valentyn Krukovets    | -                | ritirato   |
| C                | Viktor Berko          | -                | svincolato |
| A                | Volodymyr Koval'      | -                | svincolato |
| C                | Pavlo Ščedrakov       | -                | ritirato   |
| R.               | Nome                  | a                | Modalità   |
| Altre operazioni |                       |                  |            |
| R.               | Nome                  | a                | Modalità   |

## Risultati

### Coppa d'Ucraina

#### Risultati
| Arbitro: | S.Dubykivskyi (Kiev) |

|  |           |                 |
|  | Marcatori | Malyk 50’ (org) |

| Arbitro: | K.Usova (Kiev) |

|                                |           |  |
| Kulyk 16’ Kulyk 62’ Koval' 88’ | Marcatori |  |

| Arbitro: | Ivan Bondar |

|                                                                              |                      |                                                                                            |
| Kulyk 4’ Kulyk 74’                                                           | Marcatori            | Penteleychuk 48’ Penteleychuk 82’ (pen)                                                    |
| Plastun Strochyskyi Čepurnenko Skepskyi Rudenko Leshchenko Teteruk Kovalenko | Tiri di rigore 6 – 7 | Penteleychuk Mochevinskyi Mamrosenko Batal's'kyj Tyeryekhov Makhynya Bykovskyi Melnychenko |